# Expediente de la Ley Agraria
El Expediente de la Ley Agraria fue una frustrada iniciativa legislativa de los ilustrados españoles del último tercio del siglo XVIII. Nunca llegó a haber una ley agraria con tal denominación.
La libertad de comercio, principio ideológico básico tanto de la fisiocracia como del liberalismo económico, había demostrado ser de cuestionable aplicación en el comercio interior, especialmente tras los desastrosos resultados de la eliminación de la tasa de granos en 1765. Las estructuras agrarias, que soportaban un incremento de la producción en respuesta al incremento de la población (que empujaba al alza a los precios), no habían sido reformadas; tampoco se habían creado redes de transporte y de comercialización modernas. que sustituyesen a las tradicionales, cuya base seguía siendo el control de los excedentes por los detentores de las rentas feudales (los privilegiados: nobleza y clero), y que permitían el acaparamiento (la red de pósitos distaba mucho de ser un instrumento suficiente y eficaz). Tales rigideces, sumadas a la coyuntura desfavorable de una mala cosecha llevaron a los motines de subsistencia denominados de Esquilache en la primavera de 1766.
Independientemente de la gestión política del conflicto (que supuso la salida de Esquilache y la expulsión de los jesuitas —1767—, acusados de atizar la revuelta popular, así como el ascenso de nuevos equipos de gobierno ilustrados), hubo un agudo interés intelectual e institucional, que motivó distintas iniciativas, en forma de encuestas y expedientes, para averiguar las causas de lo que se percibía como una decadencia de la agricultura. El procurador general del Reino fue encargado en 1766 de recopilar toda la información que se estaba recibiendo. A partir de esa documentación se produjeron dos valiosas publicaciones:
- El Memorial ajustado... sobre establecimiento de una Ley Agraria (1784), que recopilaba los expedientes sobre la Mesta, arrendamientos agrarios e informes de los intendentes (uno de ellos Pablo de Olavide) que habían llegado al Consejo de Castilla (principal institución encargada del gobierno interior) desde 1752; y recogía distintas propuestas de solución en la tradicional forma de arbitrios.[2]
- El Informe... en el Expediente de Ley Agraria (de Jovellanos, 1795) presentado como dictamen de la Real Sociedad Económica Matritense de Amigos del País, institución a la que en 1777 Campomanes mandó remitir el Expediente formado con la documentación hasta entonces reunida, y de la que el Memorial era un resumen más abordable.

La agricultura clama por una ley agraria, y sin embargo de lo ejecutivo de la enfermedad, van ya pasados diez y nueve años en consultas, y es de creer que la receta saldrá después de la muerte del enfermo.
León de Arroyal

La gran dilación en la gestión del Expediente era una buena prueba de la dificultad para encontrar una solución efectiva a los problemas de la agricultura, y la capacidad que los privilegiados tenían de oponer una eficaz resistencia a cualquier solución que amenazara con afectar de algún modo sus intereses, como ya había sucedido una generación antes con los proyectos reformistas vinculadas al Catastro de Ensenada (1749).

## Leyes agrarias posteriores
La crisis del Antiguo Régimen proyectó la solución del problema agrario a un nuevo nivel: el de la Revolución Liberal, ámbito en que se desarrolló la legislación de las Cortes de Cádiz (1810-1814) y la del Trienio Liberal (1820-1823), ambas frustradas por la restauración absolutista. Definitivamente, el cambio de las estructuras agrarias fue acometido con la Desamortización de Mendizábal (1835) y la Desamortización de Pascual Madoz (1854). No obstante, el problema agrario siguió siendo una constante social, política e ideológica de España (regeneracionismo de Joaquín Costa) hasta la Reforma Agraria de la Segunda República Española (bienio reformista 1931-1933, frenada en el bienio negro o conservador 1933-1936) y la denominada Revolución Española de la retaguardia republicana durante la guerra civil española (1936-1939); ambas revertidas por el franquismo, que realizó su política agraria bajo los variables criterios propios del franquismo en sus diversas etapas (fascistas, nacionalcatólicos, corporativistas, paternalistas, tecnocráticos, etc.), entre los que destacaron el Instituto Nacional de Colonización y la concentración parcelaria.